# Harry Paton
Harrison Theodore „Harry” Paton (ur. 23 maja 1998 w Kitchener) – kanadyjski piłkarz występujący na pozycji środkowego pomocnika, reprezentant Kanady, od 2023 roku zawodnik szkockiego Motherwell.
Jego brat Ben Paton również jest piłkarzem.